# Louis-René Boquet
Pour les articles homonymes, voir Boquet.
Pour les autres membres de la famille, voir Famille Boquet.
Louis-René Boquet (né à Paris en 1717 et mort à Paris en 1814) est un dessinateur et peintre de costumes français.

## Biographie
Son père Guillaume était venu de Picardie s'installer à Paris. 
Louis-René, après avoir fait une école de dessin, se spécialise dans la peinture pour miniatures et éventails. Il entre à 17 ans dans l'atelier de François Boucher. Il devient « peintre du Roi » Louis XV et membre de l'Académie royale de peinture.
Il crée les costumes des spectacles donnés au théâtre des Petits Appartements à Versailles. Vers 1758, il succède  à Jean-Baptiste Martin le fils à l'Académie royale de musique.
Il est chargé en 1775 de la décoration intérieure de la cathédrale de Reims pour le sacre de Louis XVI, le 11 juin. Il rentre au service des Menus-Plaisirs du Roi, dont il devient "Inspecteur Général".
Son fils Pierre-Louis Boquet (1741-1814) devint lui aussi un dessinateur renommé de costumes à l'Opéra.

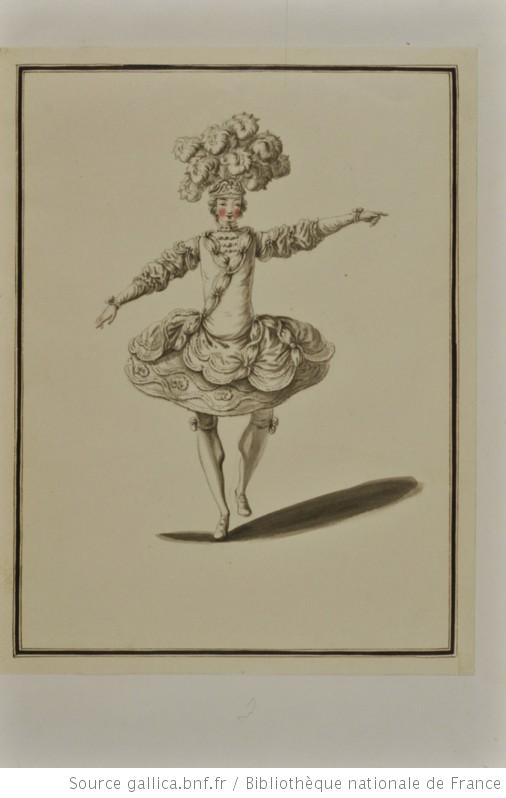
Costume de Castor et Pollux 1737

## Importance dans l'histoire ducostume de ballet
Boquet tend à alléger le costume de ballet, mais c'est surtout après la rencontre avec Jean-Georges Noverre, grand réformateur de la danse de cette époque, et en accord avec sa vision, que son style évolue, à la recherche d'une plus grande vraisemblance et d'une plus grande expression dramatique des personnages et donc des costumes. Les maquettes créées sur la base de cette collaboration viseront à caractériser la nature et les sentiments du rôle, devenant de ce fait un élément à part entière de cette sorte de spectacle total qu'est le ballet d'action promu par Noverre. 
Les symboles, que le costume de ballet arborait toujours à cette époque, acquièrent une fonction d'évocation non pas formelle, mais qui puisse faire vivre le personnage et toucher les sentiments du public. Ce sont les premiers signes d'une évolution qui portera au costume romantique.

## Citations littéraires
- « Chez Blaisot, nous achetons pour une coupure de cent francs le plus délicieux Lancret du monde ; chez Danlos, 300 dessins de costumes d'opéra de 1770 de Boquet […] », Journal des Frères Goncourt, 24 février 1858.
- « À propos de ces curieux dessins de costumes, enlevés à la plume ou lavés à l'aquarelle par Boquet pour la confection des costumes de l'ancienne Académie de musique de l'Opéra, Nuitter [alors archiviste de l'Opéra] me racontait que le plus grand nombre de ces dessins avaient été autrefois donnés aux enfants des employés des Menus-Plaisirs, qui s'amusaient à les découper », Journal des Goncourt, 21 novembre 1884.